# 西大宮
西大宮（にしおおみや）は、埼玉県さいたま市西区の町名。現行行政地名は西大宮一丁目から西大宮四丁目。住居表示未実施地区。郵便番号は331-0078。

## 地理
埼玉県さいたま市西区北部の大宮台地上に位置する。地区の東側で清河寺および宮前町に、南側で指扇に、西側で指扇・高木・中釘に、北側で高木および清河寺に隣接する。南部の指扇との境界付近を川越線が東西に走り、その北側を国道16号（西大宮バイパス）が通る。東部で埼玉県道165号大谷本郷さいたま線に、北東部で埼玉県道216号上野さいたま線に接する。
土地区画整理事業の換地処分により、事業区域とその周辺で町名地番変更が行われて成立した。町名は駅名と開発地区の愛称「Liv-Field西大宮」にちなんだもので、アンケートで最も多くの票を得て採用された。東部の清河寺交差点南西側、北部の高木交差点付近、南西部のさいたま市立指扇小学校付近は市街化調整区域となっており、それ以外は市街化区域となっている。農地としての利用が多かったが、2009年（平成21年）に西大宮駅が開業したことにより開発が進められ、住宅が増えている。生産緑地は二丁目に多く、一丁目・三丁目・四丁目にも点在している。

### 河川
- 滝沼川

### 地価
住宅地の地価は、2020年（令和2年）7月1日に公表された埼玉県の地価調査によれば、西大宮三丁目55番9の地点で17万2000円/m2となっている。

## 歴史
- 2017年（平成29年）11月18日 - 大宮西部特定土地区画整理事業の換地処分が前日に行われた[8] ことに伴い、事業区域とその周辺で町名地番変更が行われ[5]、大字指扇・大字清河寺・大字高木・大字中釘の各一部から西大宮一丁目 - 四丁目が成立[9][10]（大字指扇・大字清河寺・大字高木の各一部から一丁目・二丁目・三丁目が、大字清河寺・大字高木・大字中釘の各一部から四丁目が成立[11][12]）。

## 世帯数と人口
2020年（令和2年）8月1日時点の世帯数と人口は以下の通りである。
| 町丁         | 世帯数    | 人口    |
| ------------ | --------- | ------- |
| 西大宮一丁目 | 941世帯   | 1,998人 |
| 西大宮二丁目 | 410世帯   | 1,022人 |
| 西大宮三丁目 | 1,086世帯 | 2,667人 |
| 西大宮四丁目 | 732世帯   | 2,041人 |
| 計           | 3,169世帯 | 7,728人 |

## 小・中学校の学区
市立小・中学校に通う場合、学区（校区）は以下の通りとなる。
| 丁目         | 区域                  | 小学校                   | 中学校                 |
| ------------ | --------------------- | ------------------------ | ---------------------- |
| 西大宮一丁目 | 4・5番地 7番地        | さいたま市立指扇北小学校 | さいたま市立指扇中学校 |
| 西大宮一丁目 | その他                | さいたま市立指扇小学校   | さいたま市立指扇中学校 |
| 西大宮二丁目 | 11 - 38番地           | さいたま市立指扇北小学校 | さいたま市立指扇中学校 |
| 西大宮二丁目 | その他                | さいたま市立指扇小学校   | さいたま市立指扇中学校 |
| 西大宮三丁目 | 1 - 3番地 12 - 62番地 | さいたま市立指扇北小学校 | さいたま市立指扇中学校 |
| 西大宮三丁目 | その他                | さいたま市立指扇小学校   | さいたま市立指扇中学校 |
| 西大宮四丁目 | 全域                  | さいたま市立指扇北小学校 | さいたま市立指扇中学校 |

## 交通

### 鉄道
地区南側の大字指扇との境界付近を川越線が通り、西大宮駅が所在する。

### 道路
- 国道16号（西大宮バイパス）
- 埼玉県道165号大谷本郷さいたま線
- 埼玉県道216号上野さいたま線
- 大谷場高木線
- 宮原指扇線（扇通り）
- 指扇東通線（扇通り）

### バス
路線バス
- 東武バスウエスト大宮営業事務所運行路線
  - 宮　09：西大宮駅 - 内野本郷 - 宮原駅西口
  - 西大02：西大宮駅 - 運輸支局前 - わくわくランド - 上尾市

　と、清河寺、高木を挟んで埼玉県道216号上野さいたま線に、
- 東武バスウエスト上尾営業所運行路線
  - 大60：大宮駅西口 - 櫛引 - 大石南中学校入口 - 西上尾車庫
  - 大62：大宮駅西口 - 櫛引 - 平方上野 - 平方（深夜バス運行）
  - 大62：大宮駅西口 - 櫛引 - 平方上野 - 平方 - 丸山公園
  - 大62：大宮駅西口 - 櫛引 - 平方上野 - 平方 - 橘神社前 - リハビリセンター
  - 大65：大宮駅西口 - 櫛引 - リハビリセンター入口 - 橘神社前
  - 大65：大宮駅西口 - 櫛引 - リハビリセンター入口 - 橘神社前 - 丸山公園
  - 大65：大宮駅西口 - 櫛引 - リハビリセンター

　がそれぞれ運行されている。。
コミュニティバス
- さいたま市西区コミュニティバス - 西武バス大宮営業所に運行委託
  - 西大宮駅 - 西区役所 - 指扇病院 - プラザ中央 - 二ツ宮 - 中野林南 - 中野林 - 市民医療センター

乗合タクシー
- さいたま市西区指扇地区乗合タクシー「あじさい号」 - 指扇交通に運行委託
  - 基本ルート（赤ルート）：西楽園 - 指扇駅北口 - 西区役所 - 西大宮駅 - 清河寺温泉
  - 延伸ルート（赤＋緑ルート）：西楽園 - 指扇駅北口 - 西区役所 - 西大宮駅 - 清河寺温泉 - 西新井団地

## 施設
一丁目
- さいたま市立指扇小学校
- 上郷自治会館
- 指扇薬師堂

二丁目
- 指扇公民館
- 高木末広自治会館
- 福田稲荷神社

三丁目
- 西区役所
- さいたま市消防局西消防署
- 埼玉栄中学校・高等学校
- さいたま市立指扇中学校

四丁目

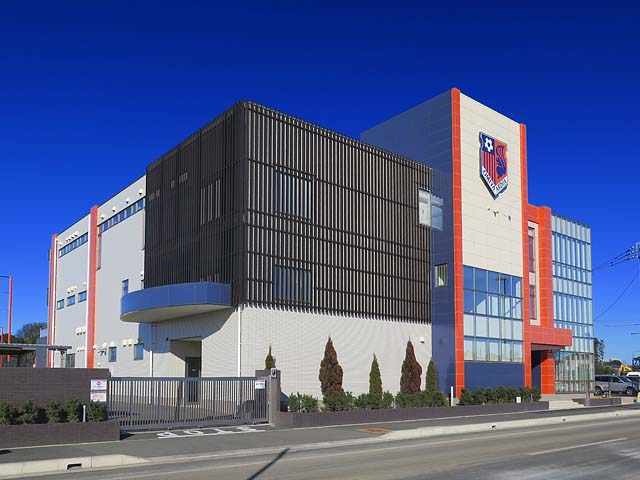
RB大宮アルディージャクラブハウス「オレンジキューブ」

- RB大宮アルディージャクラブハウス・練習場[16]
- 阿弥陀寺
- 法光寺